# 劇団ひとりの新番組を考える会議
『劇団ひとりの新番組を考える会議』（げきだんひとりの しんばんぐみをかんがえるかいぎ）は、2011年4月4日から9月19日までテレビ朝日で毎週月曜日の25:51 - 26:21（JST）に放送されていたテレビ番組。

## 概要
演出・プロデューサーとなった劇団ひとりが、元同期の芸人で現在放送作家の藤本昌平(元ファンキーモンキークリニック)と、新たなヒット番組の企画会議を行いシミュレーション。番組内で考えられた企画で新番組の誕生を目指すバラエティ番組。
番組の公式ホームページ上では、視聴者から新番組の企画案の募集も行っている。
2011年10月から劇団ひとりなどが出演する『マニュアル劇団』が開始したのに伴い、同年9月をもって終了した。

## シミュレーション
番組内では実際に発表された企画をシミュレートし、番組になりうるものか如何かを判定していた。ここに書かれた企画案はシミュレーションされたものの一部であり、全て正式採用されたものではない。
ツイッタークイズ
クイズ番組を考えた際に出された企画案で、クイズを出題された回答者が自身のツイッターのアカウントを通してフォロワーから正解を募り回答するというもの。流行りのツイッターを利用した安易な番組に見えたが、フォロワーの人数によって返ってくるツイート数が違う事による不平等さや、ツイートを待っている間のテンポの悪さからスタジオでの評価はイマイチなものとなり、最終的には「手に携帯持ってるんだからそのまま調べれば良いのでは」というひとりの意見によりボツに。
心霊と逃走中
フジテレビ系列のテレビ番組『逃走中』から着想を得た企画で、霊が見えるという霊媒師を呼び、廃墟でゲスト達が霊から必死に逃げるというもの。ゲストが霊媒師により霊にとり憑かれたとみなされた場合そこで終わり、霊媒師によるお祓いがなされる。霊という目に見えないものから逃げるシュールな光景にひとりからは「面白い」と好感触。「この番組ってあの先生がマストですよね」「あの先生いなかったら何も始まらない！」と霊媒師をメインに据えた番組作りを評価していたが、30～60分の番組にするには難しいという理由によりボツとなった。
世界の「およげ！たいやきくん」
日本で最も多く売れたシングルが「およげ!たいやきくん」である事をヒントを生み出された企画案で、世界各国で最も売れている曲を調べる番組。知らない曲が多くその国の意外な音楽事情を知る事が出来るため「曲以外の事でも出来そう」と将来性を感じさせる番組だったが、こちらもボツに。
10秒手品
本来なら数分間かけて行われる手品・マジックを僅か10秒で行いそれを連続で見せるというもの。ひとり曰く「自分はよくテレビをザッピングするからすぐに見られるものが欲しい」「手品の前フリとか客とのやりとりとかって前々からいらないなって思っていた」と番組案に賛同していた。シミュレーションでは実際にマジッククリエイターの藤原邦恭氏による様々なマジックが10秒間でテンポよく披露され、ひとりもVTR視聴後に「すごく贅沢な感じがした」と高評価のため、めでたく正式に提出された。
ブタ・フーボー
テレビ番組『グータンヌーボ』の様に女子達が一つの場所で女子会を開きトークするが、トークの途中からスタッフの指示により変顔タイムが設けられ、その間は変顔のままトークを続けるという分かりやすい企画案。女子達は互いに変顔のことにはまったく触れない様や、企画の明快さからひとりはVTR中爆笑しており、「面白いってこんな簡単な事で良いんだね」と賞賛。企画採用となった。
おっぱい登山
「女性経験がなく女性のおっぱいを見たことのない男性は、おっぱいを見るためならどんな困難も乗り越えられるのでは？」と言う発想から生まれた企画。女性経験のない男性が集結し、最初に険しい山を登り切った者だけに、山頂で待つセクシー女優がおっぱいを見せてくれる深夜番組ならではの企画案。「おっぱいが見たい」という単純な理由のために男性達が熱く叱咤激励したり、途中協力し合いながらも一人しかおっぱいを見られないという苦渋の選択等、山場や見所は数多くありひとりはこの企画を絶賛。企画採用となった。その後、ひとりがこの番組を気に入ったためか「おっぱい登山SP」の回が組まれたり、最終回で行われたシミュレーションVTRランキングでも1位になるなど当番組の看板企画ともいえるような番組案となった。
菜々緒時計
ひとりが番組放映時にモデルの菜々緒を気に入っており、菜々緒を主役にした番組が作りたいという意見から菜々緒企画が多数組まれた。今企画案は菜々緒の美脚を生かした企画で、大きな時計が描かれた紙の前に菜々緒が立ち、脚やポージングにより時計の針を表現するというもの。一発ネタに近い雰囲気を持った企画のためにひとりからは「これって番組っていうかDVDの特典じゃない？」と、その出来栄えに笑っていた。

## 出演者
- 劇団ひとり
- 藤本昌平（構成作家、元ファンキーモンキークリニック）
- 北嶋一喜（元漫画家・テレビ朝日AD） - 出演がない回もある。

ほか

## 特別番組
- 『劇団ひとりの新番組を考える会議スペシャル』
  - 2011年8月28日 16:00 - 17:25（JST、「スペシャルサンデー」枠）に、テレビ朝日で放送。
  - 番組で考案された新番組「世界あるある大辞典」と「はじめてのペット」を、特番として2本立てで放送。

## 主要スタッフ
- 構成 - 樋口卓治、藤本昌平、安部裕之、大平尚志、梅田道人
- ナレーター - 生野文治 / 大江戸よし々
- 美術 - 出口智浩
- 美術進行 - 吉居真夏（テレビ朝日クリエイト）
- 小道具 - 塚谷将朗
- モニター - 鈴木久
- 技術 - テーク・ワン
- CGデザイン - 藤井俊郎
- 編集 - 今村猛彦
- MA - 大山博
- 音効 - 岩谷知朗
- TK - 丸山和子
- 編成 - 松瀬俊一郎、荒井祥之、二階堂義明
- 宣伝 - 樽井勝弘
- 協力 - 太田プロダクション
- ディレクター - 持田順也、藤井裕久
- ゼネラルプロデューサー - 保坂広司（以前は演出・プロデューサー）
- 制作著作 - テレビ朝日

### 過去
- 編集 - 新井将太
- MA - 田倉学
- 編成 - 尾崎雅彦
- ゼネラルプロデューサー - 山下浩司